# Red Deer (ciutat)
Red Deer és una ciutat a la província d'Alberta, Canadà. És a prop del punt mitjà de Calgary-Corredor d'Edmonton i està envoltat pel comtat de Red Deer. És la tercera ciutat més poblada d'Alberta després de Calgary i Edmonton. La ciutat es troba en l'aspen parkland, una regió de turons que produeix oli, gra, i bestiar. És un centre de distribució d'agricultura i petroli, i la regió circumdant és un centre important per a la producció petroquímica. D'acord amb el padró municipal de 2014 la població actual és de 98.585 habitants.

## Demografia
| Població per ètnic grup, 2006 | Població per ètnic grup, 2006 | Població per ètnic grup, 2006 |
| Grup ètnic                    | Població                      | Percentatge                   |
| ----------------------------- | ----------------------------- | ----------------------------- |
| Blanc                         | 71,955                        | 884,0%                        |
| Métis                         | 2.535                         | 31,0%                         |
| Llatinoamericans              | 1.410                         | 17,0%                         |
| Filipins                      | 1.290                         | 16,0%                         |
| Primeres Nacions              | 915                           | 11,0%                         |
| Xinesos                       | 895                           | 11,0%                         |
| Afrocanadencs                 | 680                           | 8,0%                          |
| Àsia meridional               | 630                           | 8,0%                          |
| Àsia del Sud-est              | 300                           | 4,0%                          |
| Minoria multiracial           | 155                           | 2,0%                          |
| Japonesos                     | 140                           | 2,0%                          |
| Àrabs                         | 110                           | 1,0%                          |
| Àsia occidental               | 100                           | 1,0%                          |
| Coreans                       | 55                            | 1,0%                          |
| Altres                        | 40                            | 0%                            |
| Inuit                         | 35                            | 0%                            |
| Població total                | 81,370                        | 100%                          |

Segons el cens municipal de 2014 la població de la ciutat de Red Deer és de 98.585 habitants, un 15,0% de canvi respecte al cens de 2013, on la població era de 97.109 habitants.

## Història
Abans de la colonització europea, l'àrea va ser habitada per tribus aborígens, incloent el blackfoots, cree de les planures i stoneys. Els comerciants de pells europeus van començar a passar per la zona a la fi del segle xviii. En aquesta barreja ètnica van sorgir els métis.
Una sendera natural anava des Montana al sud a través del riu Bow prop de Calgary i al Fort Edmonton. A mig camí entre Calgary i Edmonton, el camí va creuar el riu Red Deer en un gual pedregós ample i poc profund utilitzat per les Primeres Nacions i el bisó des de l'antiguitat. Les aigües poc profundes, ara conegudes com a Old Red Deer Crossing, són a 7 km aigües amunt de l'actual ciutat de Red Deer.
Amb l'establiment de Fort Calgary per la Policia Muntada del Nord-Oest en 1875, el tràfic va augmentar al llarg del que llavors era conegut com a Camí a Calgary i Edmonton. Després de l'arribada del Canadian Pacific Railway a Calgary, el tràfic pel camí "C & E" es va incrementar substancialment. En 1882 s'hi van construir una posició comercial i una fonda al voltant de les quals es va començar a desenvolupar l'assentament.
Durant la rebel·lió de Riel de 1885 (també coneguda com a rebel·lió del Nord-oest), la milícia canadenca hi construí Fort Normandeau. El fort fou ocupat posteriorment per la Policia Muntada del Nord-oest que la va usar fins al 1893.
Amb el gairebé extermini dels bisons pels caçadors, les tribus aborígens que confiaven en elles per a la seva alimentació, vestit i habitatge entraren en declivi. Les fèrtils terres al voltant del riu Red Deer eren atractives per als agricultors i ramaders. Un dels primers colons, el reverend Leonard Gaetz, va donar una zona compartida de 5 km². Si hagués adquirit el ferrocarril de Calgary i Edmonton per desenvolupar un pont sobre el riu i un poblat. Com a resultat, el creuament va ser abandonat a poc a poc. El primer tren de Calgary a Edmonton passa a través de Red Deer en 1891.

### Origen del nom
Els pobles cree anomenaven el riu pel que passava Red Deer Waskasoo Seepee, que volia dir "riu del uapití". Tanmateix els comerciants britànics traduïren el nom com a "riu del uapití vermell", ja que erròniament pensaven que eren cérvols vermells europeus. Més tard, els pobladors de la zona donaren el nom del riu a la seva comunitat. El nom de la ciutat actual en cree de les planures és un calc de la mala traducció anglesa, mihkwâpisimosos literalment "tipus vermell de cérvol" mentre que el nom del riu és encara wâwâskêsiw-sîpiy o "riu del uapití".
El 25 de març de 1913, Red Deer va ser incorporada com ciutat i tenia uns 2.800 habitants.

## Clima
Red Deer té un clima continental humit segons la classificació de Köppen Dfb/Dwb subtipus Dfb. La temperatura màxima rècord va ser de 36 °C (agost de 1992) i la rècord mínima va ser de -43,3 °C (9 de desembre de 1977).
La seva temperatura mitjana anual és de 3,7 °C amb el mes de gener amb una temperatura mitjana de -10,2 °C i el mes de juliol amb una temperatura mitjana de 16,8 °C. La precipitació mitjana anual és de 380,4 litres amb el màxim a l'estiu.